# Ballophilus tercrux
Ballophilus tercrux är en mångfotingart som beskrevs av Würmli 1972. Ballophilus tercrux ingår i släktet Ballophilus och familjen Ballophilidae. Inga underarter finns listade i Catalogue of Life.